# Kristdala
Kristdala är en tätort i Oskarshamns kommun i Kalmar län, kyrkby i Kristdala socken.

## Historia
Den medeltida Kristdala kyrka revs 1792 och samma år invigdes den nya kyrkan. Kring kyrkan lades en marknadsplats som än i dag samlar stor publik på marknadsdagarna i juli och oktober, se Kristdala marknad. Här låg en viktig vägknut, där vägarna från kusten (Figeholm, Döderhult) mötte vägarna från inlandet (Hultsfred, Vimmerby). Det fanns förslag till smalspårig järnväg i Kristdala men den byggdes aldrig, den var tänkt att byggas mellan Berga och Totebo. Den skulle i sådana fall gått igenom orten för att på så sätt knyta ihop Västervik och Kalmar.

### Befolkningsutveckling
| Befolkningsutvecklingen i Kristdala 1960–2020 | Befolkningsutvecklingen i Kristdala 1960–2020 | Befolkningsutvecklingen i Kristdala 1960–2020 | Befolkningsutvecklingen i Kristdala 1960–2020 | Befolkningsutvecklingen i Kristdala 1960–2020 |
| --------------------------------------------- | --------------------------------------------- | --------------------------------------------- | --------------------------------------------- | --------------------------------------------- |
|                                               |                                               |                                               |                                               |                                               |
| År                                            |                                               |                                               | Folkmängd                                     | Areal (ha)                                    |
| 1960                                          | 1960                                          |                                               | 1 193                                         |                                               |
| 1965                                          | 1965                                          |                                               | 1 159                                         |                                               |
| 1970                                          | 1970                                          |                                               | 1 168                                         |                                               |
| 1975                                          | 1975                                          |                                               | 1 144                                         |                                               |
| 1980                                          | 1980                                          |                                               | 1 126                                         |                                               |
| 1990                                          | 1990                                          |                                               | 1 086                                         | 144                                           |
| 1995                                          | 1995                                          |                                               | 1 063                                         | 146                                           |
| 2000                                          | 2000                                          |                                               | 1 018                                         | 146                                           |
| 2005                                          | 2005                                          |                                               | 994                                           | 146                                           |
| 2010                                          | 2010                                          |                                               | 945                                           | 140                                           |
| 2015                                          | 2015                                          |                                               | 1 016                                         | 181                                           |
| 2020                                          | 2020                                          |                                               | 974                                           | 181                                           |
|                                               |                                               |                                               |                                               |                                               |

## Samhället
Kristdala har en något ålderdomlig prägel, där "centrum" fortfarande ligger vid kyrkan och längs byns infartsgator. Enfamiljshus är den vanligaste boendeformen, och det finns mycket få flerfamiljshus i Kristdala.
Idrottsföreningen IF Ariel kommer ifrån Kristdala som har verksamheter i både fotboll Division 5 samt innebandylag på herrsidan  i Division 3 och Division 4.
Varje år anordnas det två marknader i Kristdala: en sommarmarknad i mitten av juli och en höstmarknad i mitten av oktober. Sommarmarknaden är mest populär. Det har också blivit en form av återvändardag då många människor som härstammar från Kristdala eller på annat sätt har anknytning till orten väljer att komma hem.
Det finns en Coop-butik, en service-butik/pizzeria, bibliotek samt bankomat intill skolan i centrum.

## Näringsliv
F.O. Beijers Mekaniska Verkstad tillverkade tändkulemotorer under 1900-talet.
Tätorten har aldrig dominerats av en stor enskild arbetsgivare. Man har haft en hel del mellanstora industrier som sågverk och svets-/plåtindustri. Pendlingen till Oskarshamn är omfattande.